# Sportåret 1916

## Händelser

### Bandy
- 20 februari - IFK Uppsala blir svenska mästare genom att finalslå Djurgårdens IF med 3-2 på Stockholms stadion.[1]

### Baseboll
- 12 oktober - American League-mästarna Boston Red Sox vinner World Series med 4-1 i matcher över National League-mästarna Brooklyn Robins.[2]

### Fotboll
- 12 juli – Uruguay vinner i sydamerikanska mästerskapet i Argentina före Argentina och Brasilien.[3]
- 8 oktober – Sverige lyckas för första gången besegra Danmark i fotboll, då svenskarna vinner en landskamp med 4-0 på Stockholms stadion.[4]
- 22 oktober – AIK blir svenska mästare efter finalseger med 3–1 över Djurgårdens IF. Matchen spelas på Stockholms stadion.[5]
- Okänt datum – IFK Göteborg vinner Svenska serien för fjärde året i rad.
- Okänt datum – B 93 blir danska mästare.

### Friidrott
- Arthur Roth, USA vinner Boston Marathon. [6]

### Längdåkning
- SM på 30 km vinns av Harald Johansson, IFK Umeå.
- SM på 60 km vinns av Edvard Persson, Storviks IF.

### Motorsport
- Britten Dario Resta vinner Vanderbilt Cup med en Peugeot.

## Födda
- 8 maj – João Havelange, brasiliansk industriledare och president i FIFA 1974-98.

## Avlidna
- December – Higashionna Kanryō, japansk kampsportare.

## Evenemang
- Olympiska sommarspelen 1916 i Berlin ställs in på grund av första världskriget.

## Rekord

### Friidrott
- 27 juli - Ted Meredith, USA, sätter nytt världsrekord på 400 m med 47,4 sek
- 10 september – Einari Anttila, Finland sätter nytt världsrekord på 2 000 m med 5.36,2 min

### Simning
- 26 augusti – Erna Murray, Tyskland sätter nytt världsrekord på 100 m bröstsim, damer med 1.36,0 min
- 21 november – Norman Ross, USA, sätter nytt världsrekord på 200 m frisim, herrar  med 2.21,6 min

### Fotnoter
1. ↑  Erik Jonsson (20 februari 1916). ”1907–1919”. Svenska Bandyförbundet. Arkiverad från originalet den 14 februari 2015. https://web.archive.org/web/20150214185248/http://www.svenskbandy.se/BANDYFINALEN/HISTORIK/Svenskamastare/Herrar/1907-1919/. Läst 1 september 2011.
2. ↑  ”1916 World Series” (på engelska). Baseball-Reference.com. http://www.baseball-reference.com/postseason/1916_WS.shtml. Läst 16 juli 2015.
3. ↑  ”South American Championship 1916” (på engelska). RSSSF. http://www.rsssf.com/tables/16safull.html. Läst 16 augusti 2011.
4. ↑  ”Sweden - International Results” (på engelska). RSSSF. http://www.rsssf.com/tablesz/zwed-intres.html. Läst 11 augusti 2011.
5. ↑  Jimmy Lindahl (13 mars 2000). ”Svenska mästare i fotboll 1896–1925”. Bolletinen. http://www.bolletinen.se/sfs/allsvenskan/sm1896.pdf. Läst 10 oktober 2011.
6. ↑  ”Boston Marathon”. Arkiverad från originalet den 27 april 2015. https://web.archive.org/web/20150427035419/http://www.baa.org/races/boston-marathon/boston-marathon-history/past-champions/past-mens-open-champions.aspx. Läst 9 april 2011.